# Filippo Maria Pandolfi

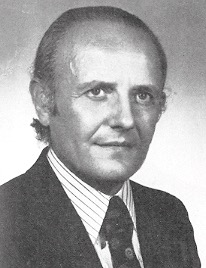
Filippo Maria Pandolfi

Filippo Maria Pandolfi (* 1. November 1927 in Bergamo; † 21. März 2025 ebenda) war ein italienischer Politiker (Democrazia Cristiana).
Pandolfi studierte Philosophie an der Katholischen Hochschule in Mailand. Er hatte in den Jahren 1976 bis 1988 verschiedene Ministerämter der italienischen Republik inne: So amtierte er als Finanzminister (1976–1978), als Schatzminister (1978–1980), als Industrieminister (1980–1981 und 1982–1983) und als Landwirtschaftsminister (1983–1988). Von 1989 bis 1993 war er von der italienischen Regierung in die zweite Europäische Kommission unter Präsident Jacques Delors entsandt. Dieser ernannte ihn zum Kommissar für Wissenschaft, Forschung, Entwicklung sowie Telekommunikation und Innovation.

## Einzelnachweis
1. ↑  Scomparso Filippo Maria Pandolfi: ex ministro e commissario europeo. In: newsmondo.it. 22. März 2025, abgerufen am 23. März 2025 (italienisch).

| Personendaten    | Personendaten                              |
| ---------------- | ------------------------------------------ |
| NAME             | Pandolfi, Filippo Maria                    |
| KURZBESCHREIBUNG | italienischer Politiker (DC), EU-Kommissar |
| GEBURTSDATUM     | 1. November 1927                           |
| GEBURTSORT       | Bergamo                                    |
| STERBEDATUM      | 21. März 2025                              |
| STERBEORT        | Bergamo                                    |